# Daegu
Daegu ((kor. 대구광역시, Metropolia Daegu), w zależności od latynizacji koreańskiej nazwy: Taegu, Tegu lub Daegu) – położone nad rzeką Geumho czwarte co do wielkości miasto w Korei Południowej należące do miast metropolii oraz stolica prowincji Gyeongsang Północny. Siedziba rzymskokatolickiej archidiecezji Daegu.

## Historia
Daegu było stolicą prowincji Gyeongsang od 1392 do 1896 roku, obecnie zaś (po zmianie granic administracyjnych prowincji w 1986) jest stolicą prowincji Gyeongsang Północny. W 1995 roku miasto uzyskało status metropolii (Gwangyeoksi).
Daegu jest największym miastem w prowincji Gyeongsang Północny. Podczas panowania dynastii Joseon miasto było administracyjną, ekonomiczną i kulturalną stolicą całego regionu Gyeongsang. W dużej mierze tę rolę spełnia teraz miasto Busan, drugie co do wielkości miasto Korei Południowej.
Podczas wojny koreańskiej miasto znajdowało się w tzw. worku pusańskim, najcięższe bitwy toczyły się wzdłuż rzeki Naktong-gang. Po wojnie zanotowano gwałtowny wzrost liczby ludności.
18 lutego 2003 roku chory psychicznie mężczyzna podpalił pociąg na stacji metra Jungang-no. Spowodowało to śmierć 198 osób i było największą tragedią w Korei Południowej od czasu katastrofy budowlanej domu handlowego Sampoong w Seulu.

## Podział administracyjny

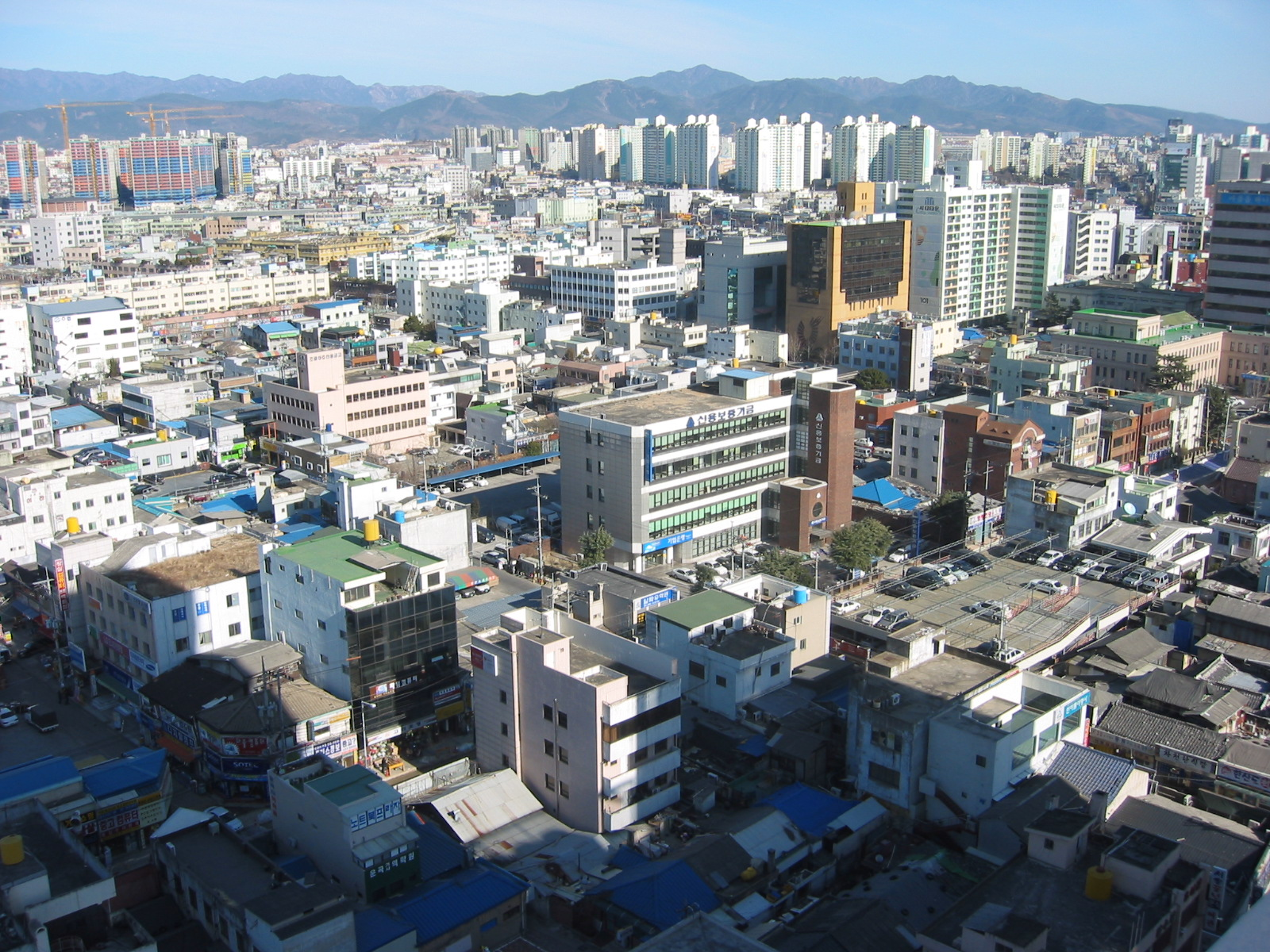
Widok na Daegu

Daegu dzieli się na: 7 okręgów miejskich (gu) i 1 powiat (gun)
| Nazwa        | Hangul | Hancha |
| ------------ | ------ | ------ |
| Buk-gu       | 북구   | 北區   |
| Dalseo-gu    | 달서구 | 達西區 |
| Dong-gu      | 동구   | 東區   |
| Jung-gu      | 중구   | 中區   |
| Nam-gu       | 남구   | 南區   |
| Seo-gu       | 서구   | 西區   |
| Suseong-gu   | 수성구 | 壽城區 |
| Dalseong-gun | 달성군 | 達城郡 |

## Gospodarka
Przemysł bawełniany, jedwabniczy, maszynowy, spożywczy (tytoniowy, łuszczarnie ryżu, młyny), chemiczny, papierniczy, skórzany, motoryzacyjny. Węzeł kolejowy (stacje Dongdaegu i Daegu) i drogowy. Autostrada z Pusanu i Seulu. Nieopodal lotnisko i wydobycie rud miedzi.

## Atrakcje

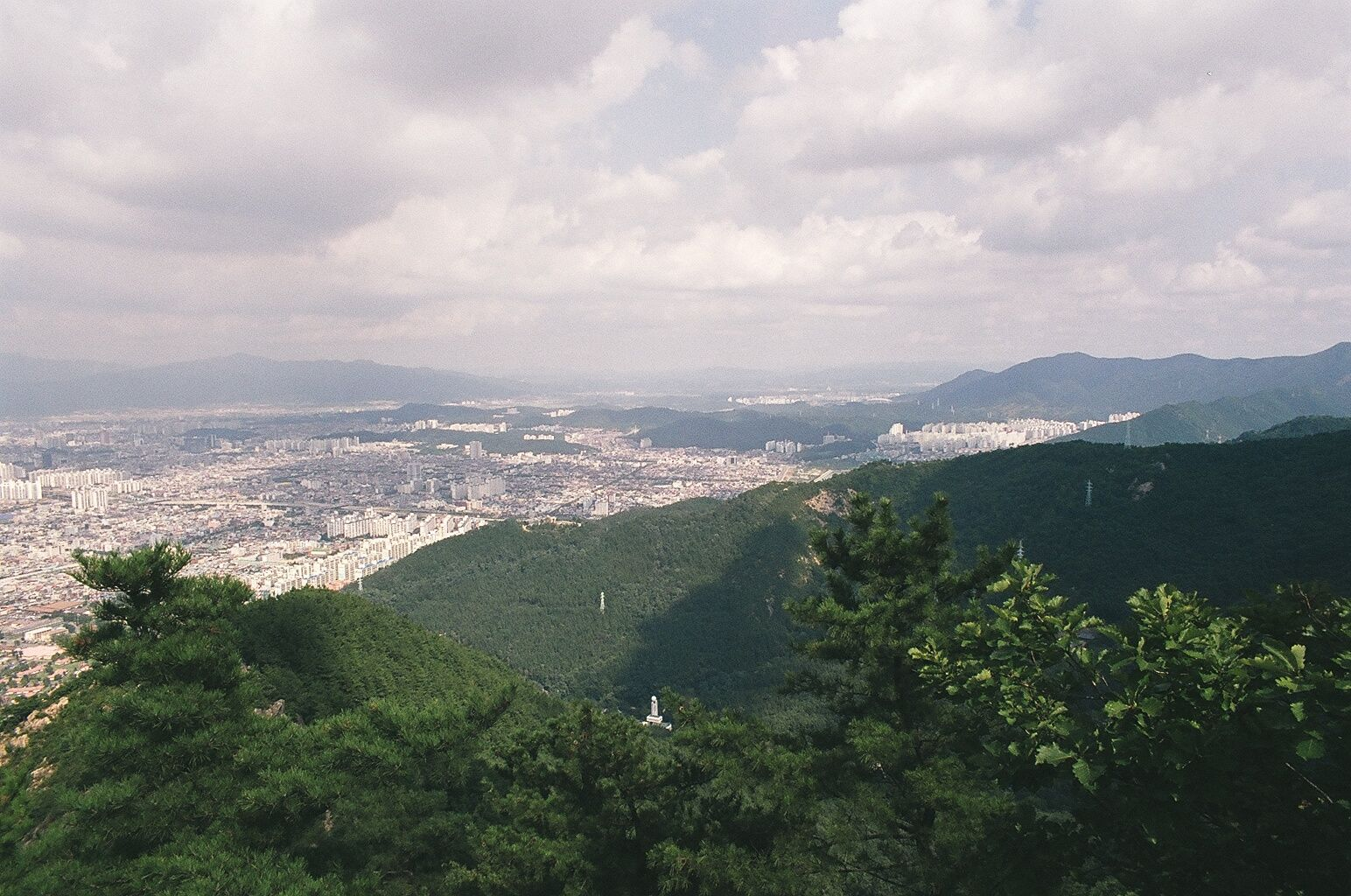
Panorama Daegu, widok z góry Aspan

Najbardziej popularnymi parkami są góra Aspan, ze szlakami, świątyniami buddyjskimi, muzeum Wojny Koreańskiej, park Palgongsan z wieloma świątyniami buddyjskimi włączając w to Pagayesa i Donghwasa, park Dalseong z 1500-letnimi fortyfikacjami oraz park Duryu z licznymi szlakami oraz wielkim parkiem rozrywki.
W pobliżu miasta można zwiedzić świątynię Haeinsa zawierającą Goryeo Tripitaka (Palman Daejanggyeong), najstarszą na świecie, kompletną kolekcję buddyjskich pism tripitakę, a także Gyeongju dawną stolicę królestwa Silla.

## Kultura
W obiegowej opinii w Korei Południowej, Daegu odbierane jest jako miasto konserwatywne. Mieszkańcy tego miasta są uważani za skromnych, ciężko pracujących i cierpliwych ludzi. W szczególności kobiety z Daegu uważa się za wyjątkowo piękne.
Daegu jest znane jako centrum koreańskiego baseballu. Swoją siedzibę ma tu także klub piłkarski Daegu FC, grający w pierwszej lidze koreańskiej K-League. Miasto było współgospodarzem mistrzostw świata w piłce nożnej w 2002 roku – z tej okazji wybudowano nowy stadion. W 2003 roku odbyła się tutaj uniwersjada, a w 2011 roku Daegu gościło lekkoatletyczne mistrzostwa świata.
Ludność Daegu jest raczej jednorodna z niewielką liczbą imigrantów. Znajduje się tutaj niewielka społeczność Hindusów, a także anglojęzycznych przybyszy z Zachodu, pracujących w szkołach językowych. Ze względu na obecność amerykańskich baz militarnych (Camp Walker oraz Camp Henry) znajduje się tu także kilka tysięcy Amerykanów.
Znajduje się tutaj pięć uniwersytetów, włączając w to Narodowy Uniwersytet Kyungpook, założony w 1946 roku, Uniwersytet Yeungnam oraz Uniwersytet Keimyung.
W mieście znajduje się hala sportowa Daegu Arena.

## Edukacja
Miasto jest siedzibą Daegu University.

## Klasztory buddyjskie
- Donghwa sa

## Miasta partnerskie
- Atlanta, Stany Zjednoczone (1981)
- Ałmaty, Kazachstan (1990)

- Wrocław, Polska (2019)

- Qingdao, Chińska Republika Ludowa (1993)
- Minas Gerais, Brazylia (1994)
- Hiroszima, Japonia (1997)
- Petersburg, Rosja (1997)
- Mediolan, Włochy (1998)
- Płowdiw, Bułgaria (2002)
- Montreal, Quebec, Kanada
- Katowice, Polska (2019)